# Hofbibliothek

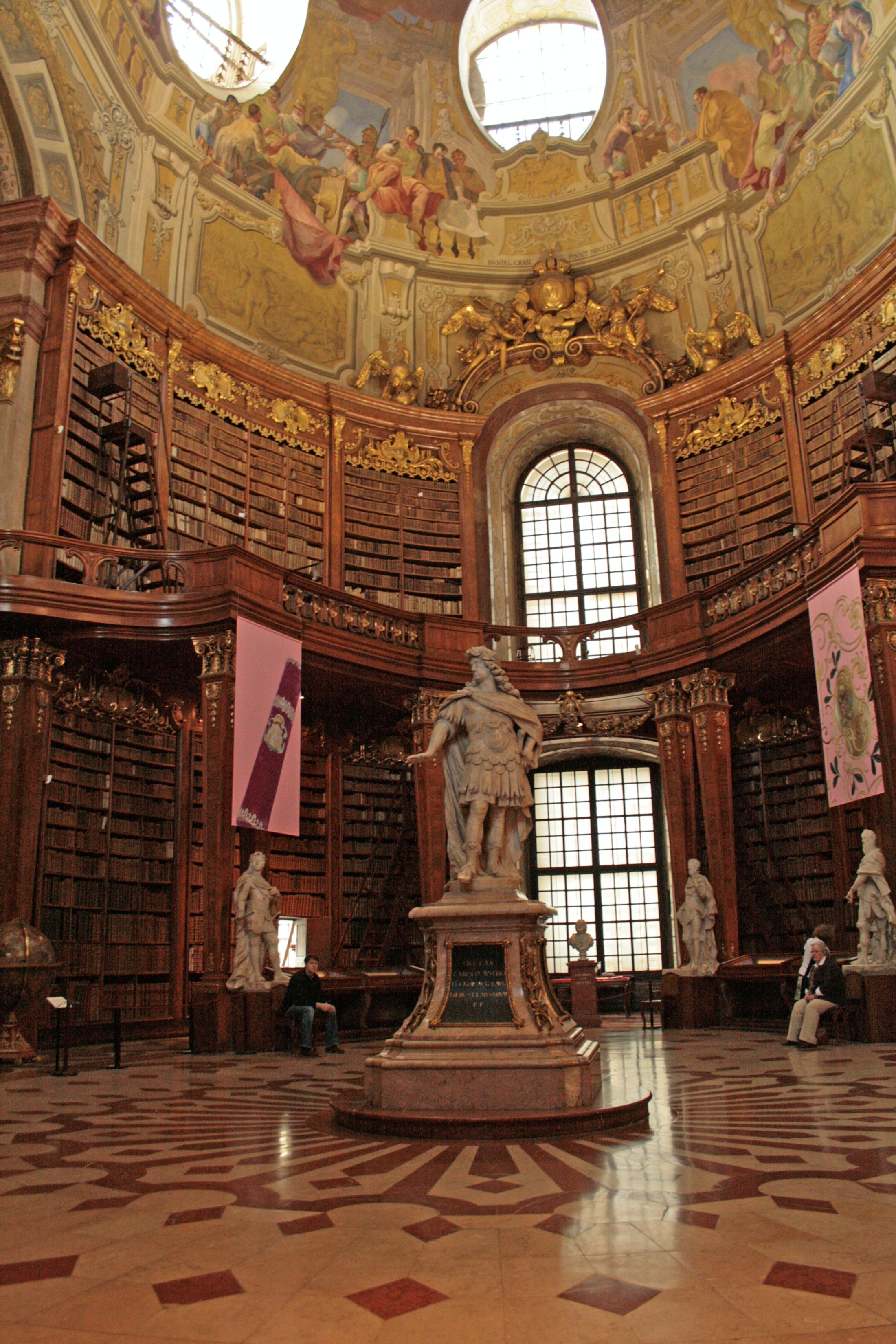
Prunksaal der Hofbibliothek in der Wiener Hofburg

Eine Hofbibliothek ist eine Bibliothek, die in unmittelbarem Zusammenhang mit einer fürstlichen Residenz steht.

## Geschichte
Erstmals wurde eine Hofbibliothek für Karl den Großen nachgewiesen. 
In Deutschland seit dem 16. Jahrhundert verbreitet (auch als Schloss- oder Fürstenbibliothek bezeichnet), erfuhren Hofbibliotheken zu Beginn des 19. Jahrhunderts durch die Säkularisation (Reichsdeputationshauptschluss 1803) bedeutende Bestandsgewinne, insbesondere an mittelalterlichen Handschriften und Inkunabeln, da ihnen die meisten Kloster- und Dombibliotheken des Reichsgebietes zugeführt wurden. 
Nach dem Ersten Weltkrieg wurden die Hofbibliotheken zumeist in Staats- oder Landesbibliotheken umgewandelt. Einzelne Hofbibliotheken wie die Fürstlich Fürstenbergische Hofbibliothek Donaueschingen verblieben in Privatbesitz.
Bedeutende ehemalige Hofbibliotheken finden sich in München (ehemalige Hofbibliothek der Herzöge und Könige von Bayern, jetzt Bayerische Staatsbibliothek), Stuttgart (ehemalige Hofbibliothek der Herzöge und Könige von Württemberg, jetzt in der Württembergischen Landesbibliothek – alle Drucke nach 1750 der früheren Stuttgarter Hofbibliothek sind jedoch im Zweiten Weltkrieg verbrannt) und Berlin (ehemalige Hofbibliothek der Preußischen Könige, jetzt Staatsbibliothek zu Berlin). 
Außerhalb von Deutschland finden sich bedeutende Hofbibliotheken in Wien (ehemalige Hofbibliothek der Kaiser des Heiligen Römischen Reiches deutscher Nation, danach der Kaiser von Österreich, jetzt Österreichische Nationalbibliothek) und in Luxemburg.